# Txità
|  | No s'ha de confondre amb Chita. |

|  | No s'ha de confondre amb Txità (Tatarstan). |

Txità - Чита (rus) - és una ciutat de Sibèria, a Rússia, és la capital del krai de Zabaikàlie.
Es troba a la confluència del riu Txitinka amb el riu Ingoda. També és al trajecte del ferrocarril transsiberià. Es troba a 629 km d'Irkutsk.
En la seva zona hi ha recursos econòmics importants com l'explotació de la fusta de la taigà, l'or i l'urani.
Té una població, estimada l'any 2005, de 308.500 habitants.
És el quarter general del districte militar de Sibèria. Compta amb l'aeroport de Txità Kadala i amb la base militar del Nord-oest de Txità.

## Clima
És un clima continental extremat, agreujat pel descens de temperatura que correspon a l'altitud de 650 m en la qual es troba la població.
| Temperatures i precipitacions mitjanes de Txità | Temperatures i precipitacions mitjanes de Txità | Temperatures i precipitacions mitjanes de Txità | Temperatures i precipitacions mitjanes de Txità | Temperatures i precipitacions mitjanes de Txità | Temperatures i precipitacions mitjanes de Txità | Temperatures i precipitacions mitjanes de Txità | Temperatures i precipitacions mitjanes de Txità | Temperatures i precipitacions mitjanes de Txità | Temperatures i precipitacions mitjanes de Txità | Temperatures i precipitacions mitjanes de Txità | Temperatures i precipitacions mitjanes de Txità | Temperatures i precipitacions mitjanes de Txità | Temperatures i precipitacions mitjanes de Txità |
| Mes                                             | Gen                                             | Feb                                             | Mar                                             | Abr                                             | Mai                                             | Jun                                             | Jul                                             | Ago                                             | Set                                             | Oct                                             | Nov                                             | Des                                             | Any                                             |
| ----------------------------------------------- | ----------------------------------------------- | ----------------------------------------------- | ----------------------------------------------- | ----------------------------------------------- | ----------------------------------------------- | ----------------------------------------------- | ----------------------------------------------- | ----------------------------------------------- | ----------------------------------------------- | ----------------------------------------------- | ----------------------------------------------- | ----------------------------------------------- | ----------------------------------------------- |
| Record altes °C (°F)                            | 0.4 (33)                                        | 7.5 (46)                                        | 18.3 (65)                                       | 26.9 (80)                                       | 36.9 (98)                                       | 43.2 (110)                                      | 43.0 (109)                                      | 40.9 (106)                                      | 35.0 (95)                                       | 26.0 (79)                                       | 12.7 (55)                                       | 3.3 (38)                                        | 43,2 (110)                                      |
| Mitjana més altes °C (°F)                       | -18.4 (-1)                                      | -12.1 (10)                                      | -1.9 (29)                                       | 8.2 (47)                                        | 17.0 (63)                                       | 24.1 (75)                                       | 25.7 (78)                                       | 22.8 (73)                                       | 16.1 (61)                                       | 6.7 (44)                                        | -6.8 (20)                                       | -16.5 (2)                                       | 5,6 (42)                                        |
| Mitjana més baixes °C (°F)                      | -32.5 (-27)                                     | -29.2 (-21)                                     | -19.2 (-3)                                      | -7.0 (19)                                       | 0.4 (33)                                        | 7.6 (46)                                        | 11.7 (53)                                       | 9.3 (49)                                        | 1.8 (35)                                        | -7.1 (19)                                       | -19.8 (-4)                                      | -29.0 (-20)                                     | −9,3 (15)                                       |
| Record baixes °C (°F)                           | -49.6 (-57)                                     | -48.0 (-54)                                     | -45.3 (-50)                                     | -29.6 (-21)                                     | -13.3 (8)                                       | -5.4 (22)                                       | 0.1 (32)                                        | -9.2 (15)                                       | -10.7 (13)                                      | -33.1 (-28)                                     | -41.1 (-42)                                     | -47.8 (-54)                                     | −49,6 (−57)                                     |
| Precipitació mm (inches)                        | 2 (0.08)                                        | 3 (0.12)                                        | 3 (0.12)                                        | 9 (0.35)                                        | 23 (0.91)                                       | 58 (2.28)                                       | 102 (4.02)                                      | 80 (3.15)                                       | 38 (1.5)                                        | 10 (0.39)                                       | 6 (0.24)                                        | 4 (0.16)                                        | 338 (13,31)                                     |
| Font: Pogoda.ru.net 8.09.2007                   |                                                 |                                                 |                                                 |                                                 |                                                 |                                                 |                                                 |                                                 |                                                 |                                                 |                                                 |                                                 |                                                 |

## Història
L'assentament a càrrec dels cosacs es coneix des de 1653 però la competència de la localitat de Nertxinsk va fer que no prosperés gaire fins al segle xx. Va rebre el títol de ciutat el 1851. Cap a 1885 tenia 5.728 habitants i el 1897, 11.480.
Després de 1825 alguns desembristes van ser exiliats a Txità i per això de vegades es coneix a aquesta població com la ciutat dels exilis. Molts dels desembristes eren intel·lectuals i pertanyents a la classe mitjana i, per tant, la seva arribada va tenir efectes positius (educació, comerç, etc.) per a Txità.
Després de la repressió per la revolució russa de 1905, Txità es convertí en centre de manifestacions de treballadors i es va proclamar la República de Txità però el tsar aviat reprimí i acab'a amb el moviment enviant-hi tropes.
Els japonesos ocuparen la ciutat entre 1918 i 1920. De 1920 a 1922 Txità exercí de capital de la República de l'Extrem Orient. Des de 1930 fins a la caiguda de la Unió Soviètica Txità va ser una ciutat tancada als estrangers i a molts soviètics. Les raons per tancar la ciutat probablement eren la seva proximitat a la Xina i per les instal·lacions militars. Durant la segona guerra mundial molts soldats japonesos fets presoners van ser obligats a treballar en la ciutat i alguns edificis tenen estil japonès.
El darrer emperador de la Xina, Pu Yi, i part del seu seguici varen ser mantinguts presoners en un sanatori de la ciutat.

## Musulmans de Txità
Cap a la fi del segle xix molts musulmans s'instal·laren a Txità, atrets pel potencial comercial. La majoria d'aquests musulmans eren d'origen Tàrtar.

## Jueus a Txità
Els primers jueus van immigrar a Txità a la segona meitat del segle xix per participar en el comerç de la plata en les aleshores recent descobertes mines de Transbaikal. Com que la majoria dels jueus immigrats eren homes s'afavoriren les conversions al judaisme de les dones de la localitat. El 1897 vivien a Txità uns 1.200 jueus. Posteriorment Txità va ser un centre de jueus a favor del sionisme i del socialisme Iemelian Iaroslavski (Gubelman), un dels líders bolxevics, nasqué a Txità. També molts jueus de la ciutat es van fer partidaris de la contrarevolució russa (russos blancs). Amb el triomf de la revolució soviètica molts jueus marxaren a ciutats xineses especialment a Harbin. Cap a 1929 la comunitat jueva de Txità va ser declarada fora de la llei i la sinagoga nacionalitzada. Actualment només hi ha uns dos-cents jueus.

## Esports
- FC Txità
- Rugby en la primera divisió russa.